# Эрлич, Мартин
Ма́ртин Э́рлич (хорв. Martin Erlić; родился 24 января 1998 года, Задар, Хорватия) — хорватский футболист, защитник итальянского клуба «Болонья» и сборной Хорватии.

## Ранние годы
Мартин Эрлич родом из хорватской деревни Тинь. Начал заниматься футболом в «Раштане». В возрасте двенадцати лет перешёл в академию загребского «Динамо Загреб», где провёл порядка двух лет, прежде чем перейти в «Риеку». В 2014 году стал игроком юношеской команды итальянской «Пармы». В дальнейшем несколько лет играл за «Сассуоло» в Примавере.

## Клубная карьера
В 2017 году отправился в аренду в «Зюйдтироль». 8 октября дебютировал за клуб в матче против «Падовы» (1:3), выйдя на замену Филиппо Сгабри на 70-й минуте. 8 ноября забил свой первый гол в ворота «Самбенедеттезе» (1:0). Всего за «Зюйдтироль» сыграл в 30 матчах, в которых отличился одним забитым голом.
В 2018 году перешёл в «Специю» на правах аренды, где сыграл лишь один матч в кубке против «Самбенедеттезе». В 2019 году «Специя» выкупила игрока. За клуб дебютировал в матче против «Пескары». Свой первый гол за «Специю» забил в ворота «Сассуоло». Всего за два сезона сыграл в 54 матчах и забил 3 мяча. В 2021 году за 3,5 млн евро перешёл в «Сассуоло», но тут же был отдан в аренду в свой прошлый клуб. 1 сентября 2021 года получил мышечную травму и выбыл из строя на девять матчей. Из-за перебора жёлтых карточек пропустил матч с «Лацио». Всего за «Специю» сыграл в 88 матчах, в которых отличился шестью забитыми голами.
1 июля 2022 года вернулся в «Сассуоло». 20 августа дебютировал за клуб в матче против «Лечче» (1:0).

## Карьера в сборной
За сборные Хорватии до 17—19 лет Мартин Эрлич сыграл в 24 матчах, в которых отличился одним забитым голом. За молодёжную сборную Хорватии дебютировал в матче против Греции (5:0). Всего за сборную до 21 года провёл шесть матчей.
6 июня 2022 года дебютировал за сборную Хорватии в матче Лиги наций против Франции (1:1), выйдя в стартовом составе. На чемпионате мира в Катаре на поле не появлялся.

## Статистика выступлений

### Клубная статистика
| Выступление      | Выступление      | Выступление      | Чемпионат | Чемпионат | Кубки | Кубки | Итого | Итого |
| Клуб             | Лига             | Сезон            | Игры      | Голы      | Игры  | Голы  | Игры  | Голы  |
| ---------------- | ---------------- | ---------------- | --------- | --------- | ----- | ----- | ----- | ----- |
| → Зюйдтироль     | Серия C          | 2017/18          | 30        | 1         | 0     | 0     | 30    | 1     |
| → Зюйдтироль     | Итого            | Итого            | 30        | 1         | 0     | 0     | 30    | 1     |
| → Специя         | Серия B          | 2018/19          | 0         | 0         | 1     | 0     | 1     | 0     |
| → Специя         | Итого            | Итого            | 0         | 0         | 1     | 0     | 1     | 0     |
| Специя           | Серия B          | 2019/20          | 27        | 0         | 0     | 0     | 27    | 0     |
| Специя           | Серия A          | 2020/21          | 27        | 3         | 1     | 0     | 28    | 3     |
| Специя           | Серия A          | 2021/22          | 2         | 0         | 1     | 1     | 3     | 1     |
| Специя           | Итого            | Итого            | 56        | 3         | 2     | 1     | 58    | 4     |
| → Специя         | Серия A          | 2021/22          | 28        | 2         | 1     | 0     | 29    | 2     |
| → Специя         | Итого            | Итого            | 28        | 2         | 1     | 0     | 29    | 2     |
| Сассуоло         | Серия A          | 2022/23          | 18        | 0         | 0     | 0     | 18    | 0     |
| Сассуоло         | Итого            | Итого            | 18        | 0         | 0     | 0     | 18    | 0     |
| Всего за карьеру | Всего за карьеру | Всего за карьеру | 132       | 6         | 4     | 1     | 136   | 7     |

1. ↑  Кубок Италии.

### Статистика за сборную
| Сборная          | Сезон            | Товарищеские | Товарищеские | Официальные | Официальные | Итого | Итого |
| Сборная          | Сезон            | Игры         | Голы         | Игры        | Голы        | Игры  | Голы  |
| ---------------- | ---------------- | ------------ | ------------ | ----------- | ----------- | ----- | ----- |
| Хорватия         | 2022             | 1            | 0            | 3           | 0           | 4     | 0     |
| Всего за карьеру | Всего за карьеру | 1            | 0            | 3           | 0           | 4     | 0     |

### Список матчей за сборную
| Матчи Мартина Эрлича за национальную сборную Хорватии | Матчи Мартина Эрлича за национальную сборную Хорватии | Матчи Мартина Эрлича за национальную сборную Хорватии | Матчи Мартина Эрлича за национальную сборную Хорватии | Матчи Мартина Эрлича за национальную сборную Хорватии | Матчи Мартина Эрлича за национальную сборную Хорватии | Матчи Мартина Эрлича за национальную сборную Хорватии | Матчи Мартина Эрлича за национальную сборную Хорватии |
| №                                                     | Дата                                                  | Соперник                                              | Счёт                                                  | Голы                                                  | Карточки                                              | Минуты                                                | Соревнование                                          |
| ----------------------------------------------------- | ----------------------------------------------------- | ----------------------------------------------------- | ----------------------------------------------------- | ----------------------------------------------------- | ----------------------------------------------------- | ----------------------------------------------------- | ----------------------------------------------------- |
| 1                                                     | 6 июня 2022                                           | Франция                                               | 1:1                                                   | —                                                     | —                                                     | 90'                                                   | Лига наций УЕФА 2022/23. Групповой этап               |
| 2                                                     | 10 июня 2022                                          | Дания                                                 | 1:0                                                   | —                                                     | —                                                     | 90'                                                   | Лига наций УЕФА 2022/23. Групповой этап               |
| 3                                                     | 13 июня 2022                                          | Франция                                               | 1:0                                                   | —                                                     | —                                                     | 90'                                                   | Лига наций УЕФА 2022/23. Групповой этап               |
| 4                                                     | 16 ноября 2022                                        | Саудовская Аравия                                     | 1:0                                                   | —                                                     | —                                                     | 90'                                                   | Товарищеский матч                                     |

Итого: 4 матча / 0 голов; 3 победы, 1 ничья, 0 поражений.

## Достижения

### Командные достижения
«Болонья»
- Обладатель Кубка Италии: 2024/25

### Личные достижения
- Орден Хорватской звезды с ликом Франьо Бучара (15 ноября 2023 года)[24]